# ロシア・スーパーリーグ
ロシア・スーパーリーグはロシアで開催されていたアイスホッケーリーグである。当時は北米のNHLに次いで世界で2番目にレベルが高いと考えられていたリーグでもあった。2007-08シーズンで終了し、現在はKHLの下部リーグメジャーリーグとファーストリーグに分割されている。

## 2007-08シーズン所属クラブ
- アムール・ハバロフスク
- アヴァンギャルド・オムスク
- アク・バルス・カザン
- CSKAモスクワ
- ディナモ・モスクワ
- ヒミク・モスクワ・オーブラスチ
- ラダ・トリアッティ
- ロコモティフ・ヤロスラヴリ
- メタルルグ・マグニトゴルスク
- メタルルグ・ノヴォクズネツク
- MVDモスクワ・オーブラスチ
- ネフテヒミク・ニジネカムスク
- サラワト・ユラエフ・ウファ
- セヴェルスタル・チェレポヴェツ
- シビル・ノヴォシビルスク
- SKAサンクトペテルブルク
- スパルタク・モスクワ
- トルペド・ニジニ・ノヴゴロド
- トラクトール・チェリャビンスク
- ヴィチャズ・チェーホフ

## 歴代優勝チーム
- 1996-97 — トルペド・ヤロスラヴリ
- 1997-98 — アク・バルス・カザン
- 1998-99 — メタルルグ・マグニトゴルスク
- 1999-2000 — ディナモ・モスクワ
- 2000-01 — メタルルグ・マグニトゴルスク
- 2001-02 — ロコモティフ・ヤロスラヴリ
- 2002-03 — ロコモティフ・ヤロスラヴリ
- 2003-04 — アヴァンギャルド・オムスク
- 2004-05 — ディナモ・モスクワ
- 2005-06 — アク・バルス・カザン
- 2006-07 — メタルルグ・マグニトゴルスク
- 2007-08 — サラワト・ユラエフ・ウファ